# Myrina ficedula
Myrina ficedula är en fjärilsart som beskrevs av Henry Trimen 1879. Myrina ficedula ingår i släktet Myrina och familjen juvelvingar. Inga underarter finns listade i Catalogue of Life.